# Sloten (gemeente in Noord-Holland)
De gemeente Sloten was een gemeente ten westen van Amsterdam en bestond van 1816 tot 1921. Het Raadhuis van Sloten bevond zich in Sloterdijk en dus niet in het dorp Sloten.

## Gemeente
De gemeente bestond uit de dorpen Sloten, Sloterdijk en de buurtschappen Osdorp, Vrije Geer, Overtoomse Buurt en De Baarsjes. Oorspronkelijk behoorde de buurtschap Raasdorp ook tot de gemeente totdat de restanten hiervan bij de inpoldering van het Haarlemmermeer en later het Lutkemeer verdwenen.

Het gemeentewapen van de voormalige gemeente Sloten. De ster symboliseert Sloterdijk, de hangsloten staan voor Sloten, de driehoek voor de Vrije Geer en de os voor Osdorp.

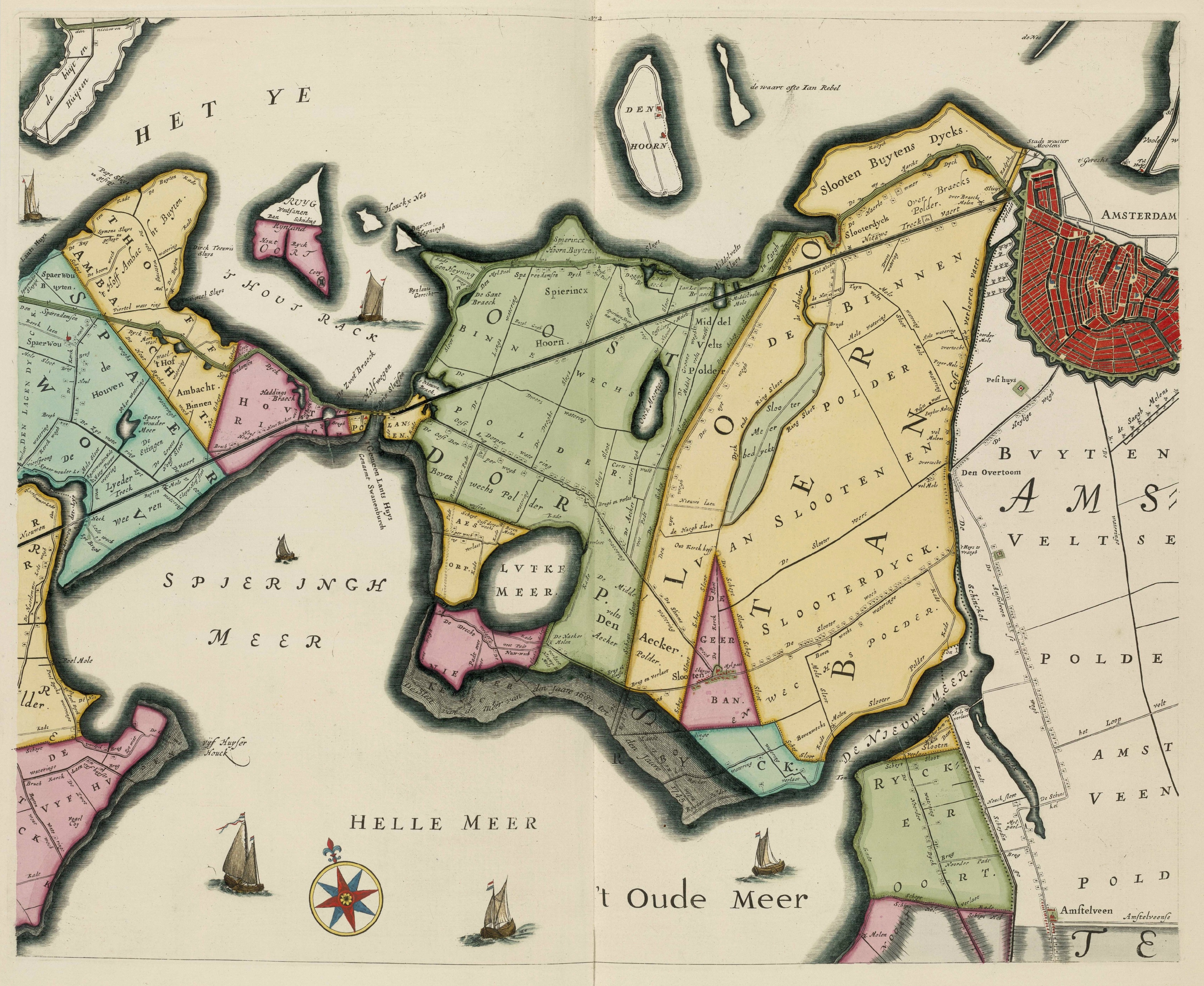
Sloten en omgeving op een kaart van een deel van het Hoogheemraadschap van Rijnland uit 1746.

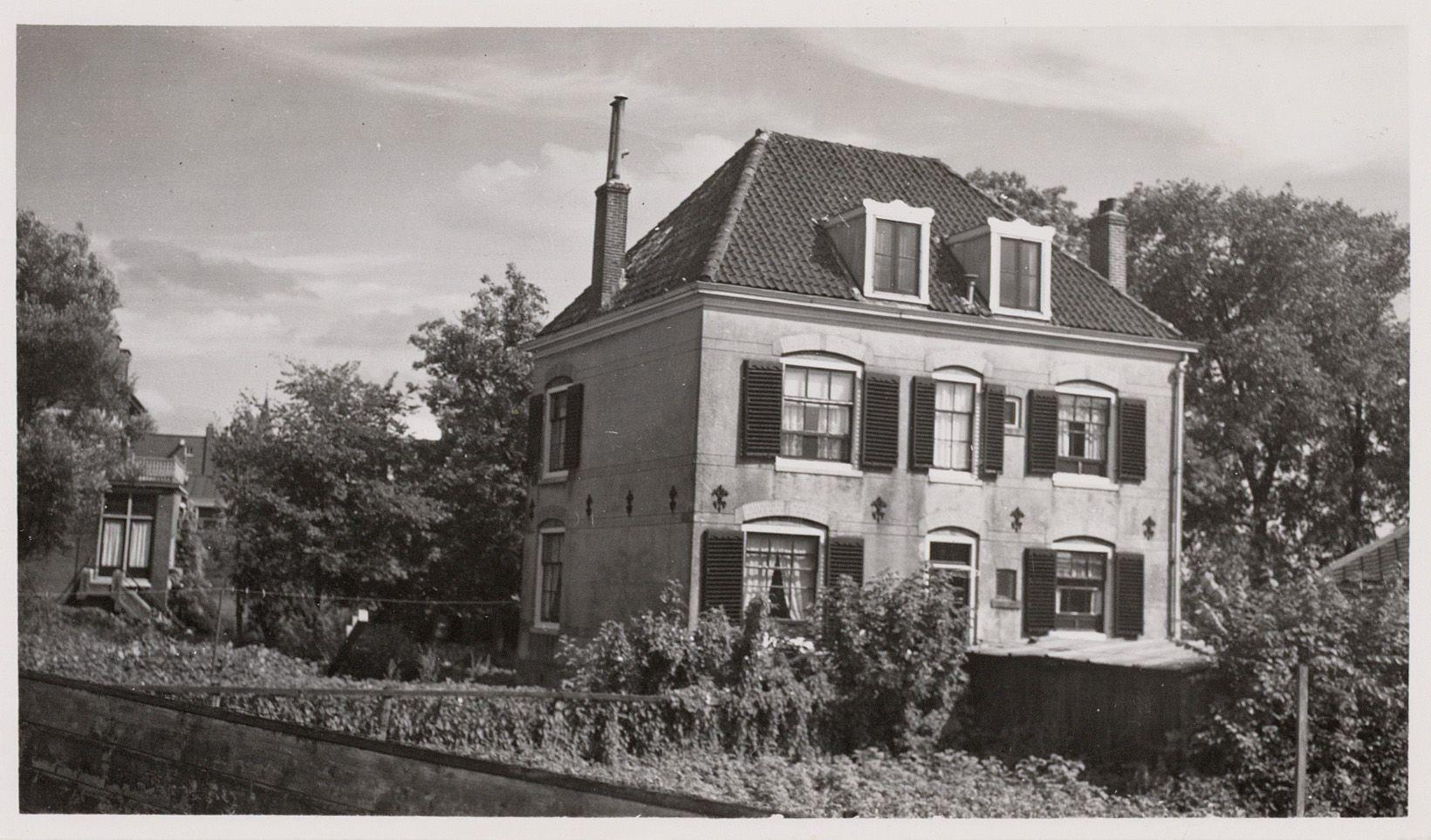
Hofstede Meer en Vaart, ambtswoning van de burgemeester (1939).

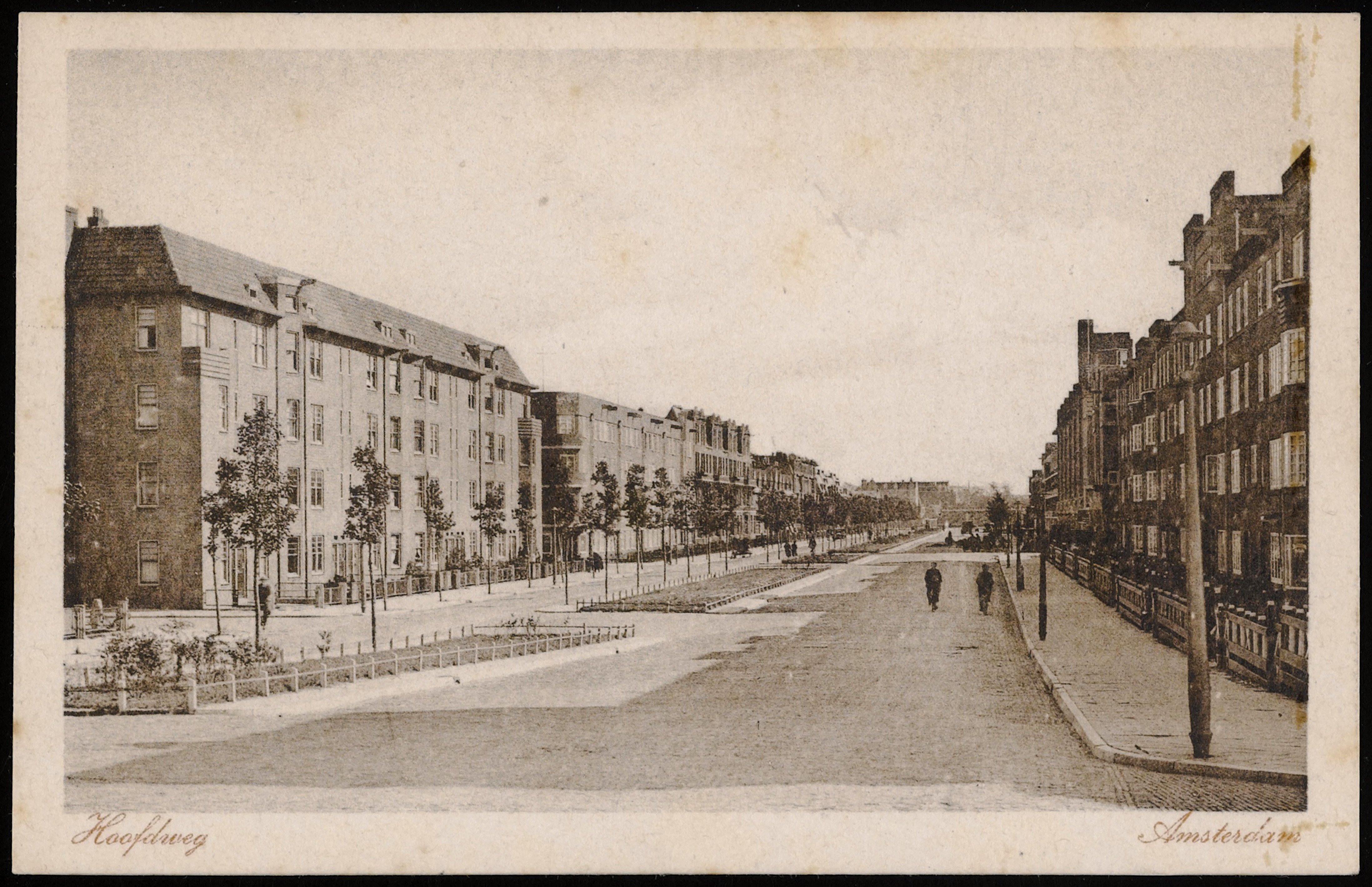
Nog door de gemeente Sloten in 1919 gerealiseerde nieuwbouw op de achtergrond aan de Hoofdweg in 1923

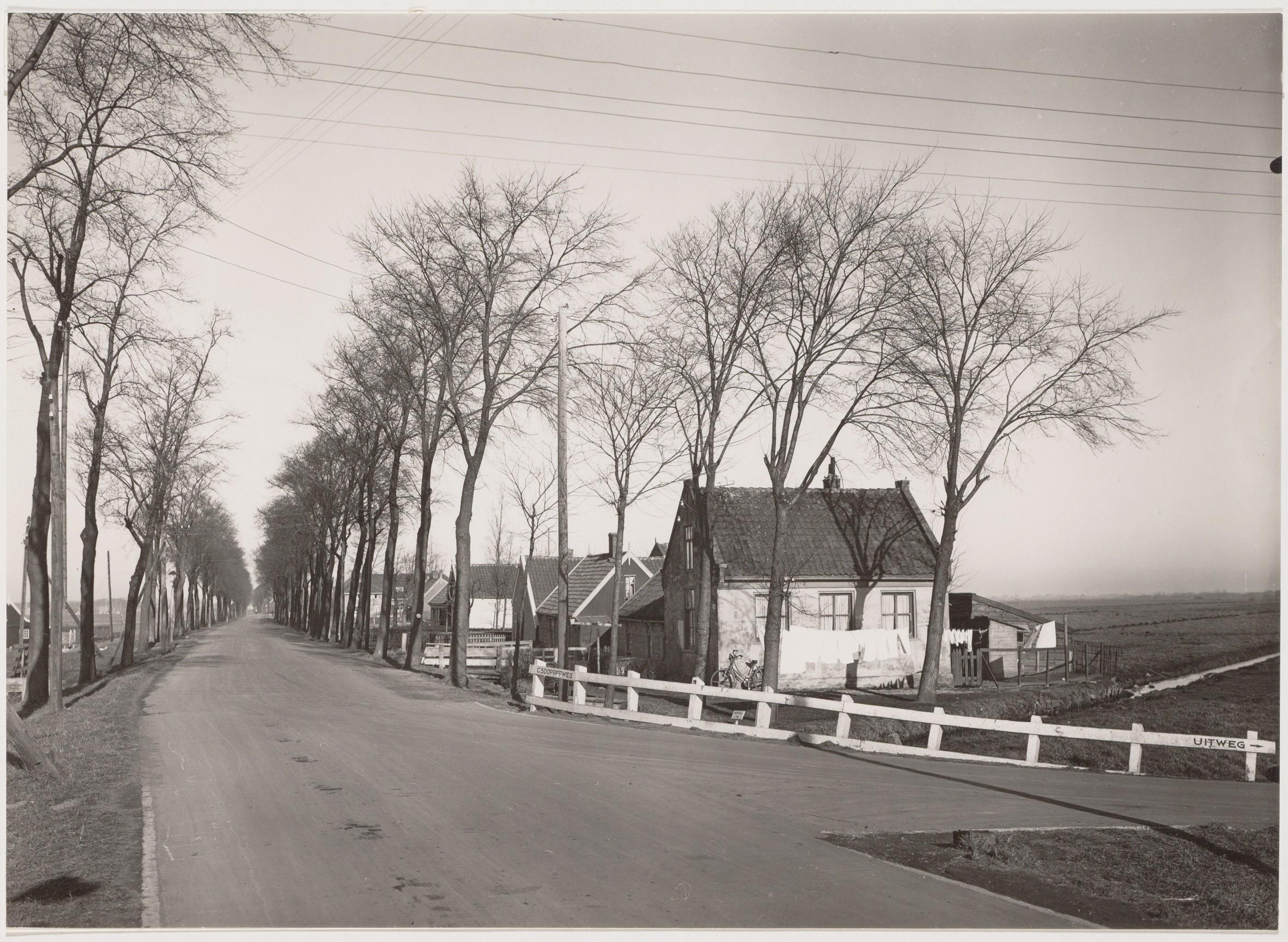
Uitweg in 1934.

De gemeente bevond zich globaal ten westen van de Kostverlorenvaart en de Schinkel, ten oosten van Halfweg en de Ringvaart van de Haarlemmermeerpolder, ten zuiden van de Spaarndammerdijk / Haarlemmerweg en ten noorden van de Nieuwe Meer.
De belangrijkste wegen in de gemeente waren de oost-west lopende Haarlemmerweg en Sloterweg, de noordwest-zuidoost lopende Osdorperweg en de noordoost-zuidwest lopende Middenweg (Sloterdijkermeerweg), Uitweg en Groeneweg.
De Middenweg, genoemd naar de ligging in het midden van de Sloterdijkermeerpolder, ging over in de Malleweg en kwam uit op de Uitweg. De Uitweg liep globaal van waar nu de Antony Moddermanstraat ligt naar de Osdorperweg ter hoogte van Tussenmeer waar tot 1991 de naar de weg vernoemde Kerk De Uitweg stond. De Groeneweg liep globaal van waar nu de Ruys de Beerenbrouckstraat ligt langs het Ookmeer iets westelijker naar de Osdorperweg. 
In het oosten en midden van de gemeente lag de Sloterpolder met daarin de Sloterdijkermeerpolder met ten noorden daarvan het restant van het veenriviertje de Slooter. Ten westen daarvan bevonden zich de Osdorperpolders met daarin het Ookmeer en het Lutkemeer.
Het was een overwegend agrarische gemeente, maar in de laatste periode tot de annexatie veranderde het aan Amsterdam grenzende gedeelte in een stedelijk gebied en fungeerde vooral als overloopgemeente voor Amsterdammers.
Door de gemeente Sloten werden forensenwoningen gebouwd langs de uit 1908 daterende Admiraal de Ruijterweg en enkele zijstraten, bij de in 1904 aangelegde trambaan van de tramlijn Amsterdam - Haarlem - Zandvoort. Ook in de omgeving van de Jacob Marisstraat en de Generaal Vetterstraat werden nieuwbouwwoningen gerealiseerd. In 1915 maakte de gemeente Sloten een groot uitbreidingsplan voor het gebied rond de Hoofdweg. Hierbij werd echter geen rekening gehouden met het stratenpatroon in Amsterdam zodat de straten van Sloten en Amsterdam slecht op elkaar zouden aansluiten. De eerste relatief lage huizen met voortuinen langs de Hoofdweg en nog enkele middenstandswoningen werden nog in 1919 door de gemeente Sloten gerealiseerd en dateren uit de periode van voor de annexatie.
Na 1921 voerde de gemeente Amsterdam het Plan West, waar de gemeente Sloten de basis voor gelegd had, in gewijzigde vorm uit en ontstond tussen 1925 en 1927 de wijk die later De Baarsjes is gaan heten.

## Uitbreiding en annexatie
In 1877 werd de gemeente ten noorden van de Spaarndammerdijk nog uitgebreid met de juist drooggemaakte Groote IJpolder met daarin de vroegere eilanden De Horn en Jan Rebellenwaard. In datzelfde jaar werd een deel van de gemeente geannexeerd door Amsterdam waar tegenwoordig de Spaarndammerbuurt ligt en in 1896 volgden een stuk ten westen van de Kostverlorenvaart waar nu de Staatsliedenbuurt ligt. Ook de Amsterdamse Centrale Asch- en Vuilnisbelt (bij de huidige Beltbrug), de Westergasfabriek en de rooms-katholieke begraafplaats Sint-Barbara kwamen toen bij Amsterdam.
Nadat in de jaren na 1900 het oostelijke deel van de gemeente grenzend aan de Kostverlorenvaart door Sloten werd bebouwd werd door Amsterdam gepoogd de gehele gemeente te annexeren. Dit ondanks fel verzet van de bewoners en de laatste in 1909 aangetreden burgemeester Anthon Hendrik Pieter Karel van Suchtelen van de Haare die voorstelde alleen het oostelijk deel van de gemeente door Amsterdam te laten annexeren. Zijn wethouder Willem Hendrik de Buisonjé speelde hierin een dubieuze rol, door als Tweede Kamerlid voor de liberale Economische Bond te zeggen dat de bewoners van Sloten voor de annexatie waren.
Het mocht echter niet meer baten en eind december 1920 werd door de Tweede Kamer besloten tot volledige annexatie door Amsterdam per 1 januari 1921. De burgemeester en raad van Sloten waren op 31 december 1920 voor het laatst bijeen op het Raadhuis aan de Velserweg 41-43 in Sloterdijk, maar de wethouder ontbrak. Van Suchtelen kreeg eervol ontslag op 51-jarige leeftijd. Het raadhuis werd een hulpsecretariaat van de gemeente Amsterdam en de Amsterdamse burgemeester Willem de Vlugt was vanaf die datum de burgemeester.
Een van zijn voorgangers was Lodewijk Hendrik van Sonsbeeck, die burgemeester was van 1864 tot 1868. Beide burgemeesters hebben, in de Amsterdamse wijk Osdorp, een straat naar hen vernoemd gekregen. Ook naar de vroegere burgemeesters Hanenberg en Martini van Geffen zijn straten vernoemd.

### Straatnamen
Een aantal straten kreeg na de annexatie in 1922 een andere naam omdat de straatnaam al in Amsterdam bestond en twee straten met dezelfde naam niet wenselijk was binnen één gemeente.
Staatsliedenbuurt:
- De Maljapenkade werd al in 1896 gewijzigd in De Wittenkade. Het gedeelte ten zuidwesten van de Staatsliedenbuurt tot aan de Overtoomsesluis werd Baarsjesweg

Omgeving Admiraal de Ruijterweg:
- Emmastraat –> Lumeijstraat
- Piet Heinstraat –> Van Gentstraat
- Van Rijnstraat –> Chasséstraat
- Wilhelminastraat –> Bestevâerstraat
- Zoutmanstraat –> Wiltzanghlaan (naam gewijzigd in 1939)
- Prinses Julianastraat –> Willem Leevendstraat (naam gewijzigd in 1939)

Overtoomse Buurt:
- Bosboomstraat –> Andreas Schelfhoutstraat

Dorp Sloten:
- Herenstraat (Dorp Sloten) –> Osdorperweg
- Slimmeweg –> Osdorperweg
- Sloterstraatweg –> Sloterkade, Sloterweg (Rijnsburgstraat)

Middelveldsche Akerpolder:
- Noorderweg –> Noorderakerweg
- Zuiderweg –> Zuiderakerweg

De Maarten Harpertszoon Trompstraat behield zijn naam hoewel er in Amsterdam al een Trompstraat bestond (genoemd naar Cornelis Tromp). Om verwarring te voorkomen kreeg deze straat in Zuid op 22 maart 1922 een nieuwe naam: Trompenburgstraat.
Het restant van het Slatuinenpad kreeg op 24 januari 1924 de naam Slatuinenweg.
De Middenweg behield zijn naam ondanks dat door de annexatie van de gemeente Watergraafsmeer nog een Middenweg in Amsterdam kwam te liggen. Na de vergraving van de polder tot Sloterplas verdween de Slotense Middenweg.
In de Tuinstad Osdorp zijn in de jaren zestig diverse straten vernoemd naar historische boerderijen, namen en begrippen uit de vroegere gemeente Sloten.

## Vervoer
In 1839 werd de Spoorlijn Amsterdam - Haarlem geopend en vertrokken de treinen van het nog net in de gemeente Sloten gelegen tijdelijke station d'Eenhonderd Roe. Pas in 1842 gingen de treinen doorrijden naar Amsterdam (Station Willemspoort). De eerste treinen reden de eerste drie jaar dus eigenlijk van Sloten naar Haarlem. In 1877 kwam door annexatie het station op Amsterdams grondgebied te liggen. 
De dienst met trekschuiten sinds 1631 op deze route voer in 1883 voor het laatst. Tussen 1890 en 1905 bestond ook de halte Sloterdijk.
Sinds 1882 reed in de gemeente een stoomtram, vanaf 1886 paardentram, van Sloterdijk langs de Haarlemmerweg naar het Nassauplein in Amsterdam, de tramlijn Amsterdam - Sloterdijk. In 1916 werd de lijn geëlektrificeerd. Vanaf 1904 reed in de gemeente de tramlijn Amsterdam - Zandvoort (tussen de Wiegbrug en Halfweg). Van 1918 tot 1921 exploiteerde de gemeente zelf de tramlijn Amsterdam - Sloten, een paardentram van de Akerweg (Sloterweg) naar de Bosboomstraat (Overtoomse Buurt) aan de grens met Amsterdam. De nieuwe wijken ten westen van de Kostverlorenvaart die nog door de gemeente Sloten werden gerealiseerd moesten het stellen zonder openbaar vervoer. Pas drie jaar na de annexatie door Amsterdam in 1921 werden hierheen tramlijnen doorgetrokken.
De gemeente Sloten had ook een eigen waterleidingbedrijf. De watertoren stond van 1908 tot 1913 op het latere Jacob Marisplein (toen nog Jacob Marisstraat). Ook had de gemeente een eigen gasbedrijf, de gashouder stond bij de Sloterstraatweg op de plek van de huidige Woubruggestraat. In 1919 werd de gemeente geëlektrificeerd. Tevens kregen toen alle gemalen elektrische aandrijving ter vervanging van windkracht (poldermolens) of stoomkracht.

## Geboren
- Cornelis Jansz Sylvius (1608-1685), zoon van de predikant van de Sloterkerk ds Sylvius, bewindvoerder bij de VOC en burgemeester van Haarlem
- Casper Andries Lingbeek (1867-1939), politicus en predikant
- Dirk Eijkelboom (1895-1948), oorlogsmisdadiger
- Leonie Tholen (1913-2012), schoonspringster
- Bibeb (1914-2010), pseudoniem van Elisabeth Maria Lampe-Soutberg, journaliste.
- André Sol, M.S.C. (1915-2016), bisschop van Ambon in Indonesië
- Mans Meijer (1916-2011), kunstenaar
- Lizzy Sara May (1918-1988), dichteres en prozaschrijfster